# Pa pa pa
«Pa pa pa» es el último sencillo promocional en Chile para el álbum La cultura de la basura del grupo chileno Los Prisioneros.
Tiene tres versiones de estudio: la primera aparece en la edición chilena de La cultura de la basura, mientras que la segunda es una regrabación hecha para la edición latinoamericana del disco en 1988, que fue incluida también en el recopilatorio Ni por la razón, ni por la fuerza de 1996. La tercera versión es una remezcla de la regrabación, realizada para el recopilatorio Grandes éxitos.

## Antecedentes
- En una entrevista para una cadena de televisión en Perú, Los Prisioneros contaron que esta canción es una parodia o sátira de la canción «We Are the World», pues les habían pedido componer algo así como la versión chilena de ese tema.[1]
- Durante la interpretación —en guitarra acústica— de «Pa pa pa» en el concierto celebrado en el Estadio Nacional en 2001 (versión que fue omitida en el CD del concierto, pero que sí aparece en el DVD Lo estamos pasando muy bien), Jorge González canta una parte de «Shake It Up» de The Cars, debido a las similitudes entre ambas canciones.
- Según el libro Exijo ser un héroe, la historia (real) de Los Prisioneros, de Julio Osses, la línea «Vivo con el miedo al dedo que alguna vez apretará el botón» es una referencia burlesca a la canción «Cuando seas grande» de Miguel Mateos, cuya estrofa «Nene, nene-ne, ¿qué vas a ser cuando alguien apriete el botón?» es un reflejo del temor a una posible guerra nuclear que se vivía en los años de la Guerra Fría.
- Fue la canción que cerró el último concierto de Los Prisioneros con su formación original luego de la reunión de la banda en 2001 (La Pampilla, 21 de septiembre de 2003).

## Versiones
Algunas bandas que han grabado versiones de «Pa pa pa»:
- Fiskales Ad-Hok (Chile)
- Axé Bahía (Brasil)
- Tres de Corazón (Colombia)
- Inestable (Chile)